# 9537 Nolan
9537 Nolan è un asteroide della fascia principale. Scoperto nel 1982, presenta un'orbita caratterizzata da un semiasse maggiore pari a 2,6990660 UA e da un'eccentricità di 0,1474119, inclinata di 3,44363° rispetto all'eclittica.